# 安德尊
安德尊，MH（1961年9月19日—，原名秦錦添），綽號「大王」，香港男主持及演員，也是曹達華乾兒子兼唯一徒弟，1985年於亞洲電視出道，1992－93年期間，於亞洲電視演出婦女節目《下午茶》而成名；1993年約滿離巢後轉投無綫電視至今，現為無綫電視基本藝人合約藝員，一直擔任《都市閒情》（1995年至2018年）、《流行都市》（2018年至今）及《開心老友記》（2001年至2019年）主持。

## 簡歷

### 早年
1961年，安德尊生於廣东台山，早年與一家六口居住在香港島鰂魚涌，父親是一名海員。他有四兄弟姊妹，自己排行第三。早年就讀香港中國婦女會丘佐榮學校（1965年入讀小一，1971年小六畢業）。小學時成績不錯，但需要鞭策才努力學習，曾考獲第二名的成績。
其中學入讀香港基教書院，初中期間亦曾荒廢學業。他在香港修畢初中課程後於中四時到菲律賓繼續唸中學（碧瑤市 Pines City Colleges（前稱 Pines City Educational Center)）。然而到埗一年多時常找人代上學。直至女友逝世後明白自己不能再浪費時間，因此決定追回失去的光蔭，並在十九歲時繼續修讀當地大學藥劑學課程（未畢業），原打算從醫。
回港後，安在萃華英文書院筲箕灣分校任教生物科。又在珠海學院進修。1987年透過《第二屆未來偶像爭霸戰》以《Stand Up》一曲取得「最佳動作獎」而涉足演藝圈。此前參加過新秀歌唱大賽兩三次，卻被黎小田以沒有氣質為由淘汰。又報讀過無綫電視藝員訓練班和香港電台十八區演藝訓練班，皆因樣貌不突出，加上不善辭令而不獲取錄。為準備參加《未來偶像爭霸戰》時，他跟戴思聰學習唱歌和參與過五十場歌唱比賽。

### 事業發展
安德尊一名自正式出道前已採用，早期只在遊戲節目，如劉志榮的《開枱》、《歷史也瘋狂》擔任一些類似「歡樂先生」之類的「詼諧」角色，但其誇張及搞笑的表演風格，已開始得到注意。1993年由余詠珊在亞視主持最後一個節目──兒童節目《德尊老師》。1992年與亞洲電視完約，便到《歡樂今宵》亮相一次，再經歷十八個月的「過冷河期」才參與其他節目演出。其後在浸會醫院內的老人中心擔當節目策劃。1994年6月，他於無綫電視主持《大江南北》、《城市追擊》、《全線大搜查》等節目。在《城市追擊》期間以報道陳健康事件、「慾海肥花」和感性事件為之著名。其誇張腔調曾於不少廣告出現。此外，他亦有主持部分綜藝節目和客串部分電視劇。
2000年，安德尊曾聯同「Gas!」（該組合之主音何嘉偉，現為澳門微辣Manner執行董事）組合合唱《董不董》並灌錄唱片；在無綫期間唱了不少兒歌，較出名的如前期的《前進啊！Gulliver Boy》、《愛吃烏冬的老公公》、《乖仔學堂》；2004年主唱兒歌《大王駕到》加上其搞笑演繹，始有「大王」稱號。2006年跟薛家燕灌錄新唱片（賀歌）。最早參與演出之舞台劇為1991年2月《油脂》；2005年8月參與《開心鬼》音樂劇演出並主唱劇中歌曲。他篤信佛教，曾到佛教學校演講，並提倡廣結善緣、珍惜生命和緣分等。2013年，他獲頒行政長官社區服務獎狀，同年在《萬千星輝頒獎典禮2013》獲無綫電視頒發「傑出演員大獎」，肯定及嘉許他在演藝圈中的貢獻及付出。2018年7月，他獲香港政府頒發榮譽勳章以表揚對推廣「老有所為活動計劃」和參與「積極樂頤年」長者義工服務方面的貢獻。

## 個人生活

### 感情
據說安德尊在中學時交了一個女朋友，但因為自己樣子不討好，時常被人排擠，很害怕失去。他對女朋友牽腸掛肚，沒心機讀書。那段時間經常送女朋友回她的學校，而自己就經常遲到，放學又趕著接女朋友。後來女友舉家移民到菲律賓，並到菲律賓升學。安德尊不忍與女朋友分隔異地，所以他請求家人給他也到菲律賓去，到了菲律賓依舊眼中只有她，他經常找人替自己上課和考試。可惜不到一年後，女友因腦膜炎去世。當時他感到冷漠、無助、令他覺得這些年來浪費時間與荒廢學業，想到女友早逝，亦深思自己的生命意義；所以他19歲在菲律賓尚未念完大學便返回香港，並要追回自己失去的。
2021年9月，有周刊報道安德尊與《都市閒情》多年拍檔同事宋芝齡在街上挽手把臂同遊，但報道見刊後隨即被兩人強烈否認，而安德尊甚至以「嘥氣」來形容該緋聞。

### 身家豐厚
有傳言安德尊人十分富有，被傳媒戲以「禾稈冚德尊」，安德尊本人亦極力否認，只透露曾在元朗合資購地建舍。2003年曾與周秀蘭於銅鑼灣經營素菜館。安德尊在元朗有地，因朋友建議下曾戴鑽石戒指上班，還經常請同事吃飯，接工作從來不會問薪酬，「發財立品做不少善事，視錢財如糞土」，是著名的「鑽石王老五」。

### 衣著服飾
安德尊經常配戴方形膠框眼鏡，聽說是命相風水使然，雖然坊間質疑眼鏡是假（沒有鏡片），但安德尊聲稱那是完整帶鏡片眼鏡。不過在2009年5月15日無綫電視播出的《今日VIP》中，呂慧儀透露他配戴的方形膠框眼鏡並無鏡片。事實上他的眼鏡之所以沒有鏡片，蓋因以往鏡片令燈光師打燈時產生耀眼光茫；為了考慮他人感受，安選擇戴沒有鏡片的眼鏡。而安一直都戴眼鏡出席不同場合的原因出於有一次到香港電台主持《青春交響曲》前，停車場入口的管理員不認得除下眼鏡的他而不讓他進入大樓，於是自此之後都戴眼鏡示人。
另外，他在一般場合多數以西裝示人，背後原因基於曹達華的訓示。曹認為安德尊穿著時興的T恤有失明星身份，結果後來他需要主持一個訪問專業醫生的節目，而且不想曹達華再就衣著問題訓示自己，安決定一直以西裝示人。

### 政治參與
2018年東區區議會佳曉選區補選，安德尊特地前來支持親建制派民建聯的植潔鈴，稱青年人參選是很難得的事情，讚揚對方關顧長者。

## 爭議

### 粗暴對待兒童
2017年，Facebook流出一段影片，內容是安德尊於於1990年代主持兒童活動時，安德尊在台上講出不同口令，指示台上3男3女小孩做出不同動作。其間安德尊曾大力擰旁邊男童的頭，又出力按壓其肩膊。其後安德尊更加大聲呼喝該名男童，男童在節目尾段因受驚而哭起來，安德尊反而扮作動怒，竟當眾伸手脫下該男童的褲子，使得該男童一邊大哭，一邊拉上褲子。而安德尊便帶該男童離去。雖然有網民認為安德尊的造法只是純屬製造氣氛，但有網民強烈譴責安德尊的行為是虐待兒童，會對該男童帶來心理陰影。

### 同事衝突
安德尊在2009年經常主持《都市閒情》其中一個環節《今晚食乜餸》，因而經常與廚師李錦聯合作。因李錦聯過份整理儀容惹安德尊不滿並出言譏諷，安德尊又當眾踢爆李錦聯割雙眼皮，令李錦聯十分尷尬。雙方2011年更傳發生肢體衝突，遭無綫電視高層「照肺」（訓話），有指之後就不再安排他們在烹飪環節中合作。不過，2015年2月9日播出的一集《都市閒情》，安德尊與李錦聯竟在「今晚食乜餸」中再合作，因而成爲話題。雖然兩人再次合作，但整個環節中仍然不乏疑似「互串」、「單打」的對話。亦因爲兩人的火花，無綫在2016年邀請兩人主持飲食節目《區區開伙》，節目中同樣不乏火花。
2017年7月13日在翡翠台播出的《都市閒情之安齡暑假冇時停》中，安德尊又被指粗暴對待同事宋芝齡而遭網民責罵。

## 演藝作品

### 節目主持/演出
- 新城電台：《家天下》
- 亞洲電視：《下午茶》（演出）
- 亞洲電視：《開枱》
- 亞洲電視：《冧莊》
- 亞洲電視：《開心繼續笑》
- 亞洲電視：《開心主流派1991》
- 亞洲電視：《歷史也瘋狂》
- 亞洲電視：《食得也瘋狂》
- 亞洲電視：《吉星高照行大運》
- 亞洲電視：《強化四驅大比拼》
- 亞洲電視：《搵錢至尊》
- 亞洲電視：《德尊老師》（1993年）[14]
- 無綫電視：《香港超級寵物大賽》（1994年）
- 無綫電視：《開心返埋嚟》（1994年）
- 無綫電視：《大江南北》（1995年）
- 無綫電視：《都市閒情》取代《婦女新姿》（1995年-2018年）
- 無綫電視：《城市追擊》（1995年-1999年）
- 無綫電視：《動物也真情》（1999年-2000年）
- 無綫電視：《跨世紀錄香港同心齊共創》（1999年-2000年）
- 無綫電視：《全線大搜查》（2000年-2002年）
- 無綫電視：《開心老友記》（2001年-2019年）
- 無綫電視：《天賜良源》（第5-6輯）（2008年-2009年）
- 無綫電視：《智激校園》（2009年）
- 無綫電視：《知法守法》（2011年）
- 保良金蛇賀新春（2013年）
- 無綫電視：《年代大激鬥》（2014年）
- 馬來西亞：《Astro華麗台電視劇大獎2004》（2004年）
- 馬來西亞：《Astro華麗台電視劇大獎2005》（2005年）
- 新西蘭：《全球華人新秀歌唱大賽-紐西蘭區選拔賽》（2005年-2014年）
- 無綫電視：《羊洋喜氣花車巡遊匯演》（2016年）
- 無綫電視：《區區開伙》（2016年）
- 無綫電視：《新春花車巡遊匯演》（2017年）
- 吉祥金犬耀保良（2018年）
- 無綫電視：《旺財狗年花車巡遊匯演》（2018年）
- 無綫電視：《流行都市》（2018年）
- 無綫電視：《金豬耀保良》（2019年）
- 無綫電視：《公益金萬眾同心50年》（2019年）
- 沙田龍舟競渡
- 開運王團年迎金鼠
- 金鼠迎春接萬福

### 電影
- 1990年：《魔幻紫水晶》
- 1992年：《危險情人》《丐世英雄》飾:廣州郭承
- 1993年：《皆大歡喜》
- 1994年：《倫文敘老點柳先開》
- 1998年：《魔法亞媽》
- 2010年：《翡翠明珠》
- 2018年：《我的情敵女婿》
- 2025年：《麻雀女王追男仔》

### 電視劇

#### 亞洲電視
| 首播   | 劇名                   | 角色   |
| 1987年 | 天橋                   | 何少松 |
| 1988年 | 愛火奔流               |        |
| 1989年 | 千面俏嬌娃             |        |
| 1989年 | 安樂茶飯               | 蝦餃   |
| 1989年 | 夜琉璃                 |        |
| 1989年 | 生娘不及養娘大         |        |
| 1989年 | 上海風雲之危城歲月     |        |
| 1989年 | 皇家儷人               |        |
| 1989年 | 兜亂兩仔爺             | 何守明 |
| 1990年 | 最佳才子               |        |
| 1990年 | 還看今朝               |        |
| 1990年 | 第三間電台             |        |
| 1991年 | 大提琴與點38           |        |
| 1992年 | 摩登七十二家房客       |        |
| 1992年 | 開心鬼福星（地獄雙雄） |        |
| 1993年 | 鐵咀雞與扭紋柴         |        |
| 1993年 | 隔世天師               | 謝 灶  |

#### 無綫電視
| 首播   | 劇名              | 角色                                     |
| 1995年 | 天降奇緣          | 追擊主持                                 |
| 1997年 | 醉打金枝          | 回紇王子                                 |
| 1999年 | 狀王宋世傑II      | 亞凡堤                                   |
| 2000年 | 洗冤錄            | 趙材遠（十皇爺）（第11-12集、第16-17集） |
| 2001年 | 娛樂反斗星        | 蔡中華                                   |
| 2001年 | 倚天屠龍記        | 胡青牛                                   |
| 2001年 | 街市的童話        | 戴中南                                   |
| 2002年 | 談判專家          | 博士                                     |
| 2003年 | 洗冤錄II          | 趙材遠（十皇爺）（第6、7、22集）         |
| 2005年 | 翻新大少          |                                          |
| 2005年 | 阿旺新傳          | 《城市大搜查》節目主持人（第32集）       |
| 2006年 | 高朋滿座          | 家明（高麗初戀男友）（客串）             |
| 2007年 | 迎妻接福          | 尚吉祥                                   |
| 2007年 | 同事三分親        | 主持（第162集）                          |
| 2007年 | 兩妻時代          | 節目主持                                 |
| 2008年 | 搜神傳            | 黃大仙                                   |
| 2008年 | 畢打自己人        | 上官金雄                                 |
| 2009年 | 美麗高解像        | 司儀                                     |
| 2010年 | 女王辦公室        | 主持                                     |
| 2010年 | 情越雙白線        | 記者                                     |
| 2010年 | 天天天晴          | 嚴駿                                     |
| 2011年 | 誰家灶頭無煙火    | 神仙                                     |
| 2012年 | 肥婆奶奶扭計媳    | 包建邦                                   |
| 2013年 | 舌劍上的公堂      | 牛大澤                                   |
| 2014年 | 新抱喜相逢        | 連熊                                     |
| 2014年 | 食為奴            | 趙容海                                   |
| 2014年 | 女人俱樂部        | 羅福全                                   |
| 2015年 | 師奶MADAM         | 鄔正隆                                   |
| 2015年 | 四個女仔三個BAR   | 陳官                                     |
| 2015年 | 倩女喜相逢        | 尤達大師（包駛）/ 包崔 / 包展            |
| 2015年 | 陪著你走          | 白東東（白叔）                           |
| 2016年 | 愛情食物鏈        | 大王                                     |
| 2016年 | 火線下的江湖大佬  | 主持人                                   |
| 2016年 | 一屋老友記        | 岑生（Michael）                          |
| 2017年 | 味想天開          | 李斌                                     |
| 2017年 | 燦爛的外母        | 華少                                     |
| 2017年 | 降魔的            | 大王                                     |
| 2017年 | 誇世代            | 宋仲強                                   |
| 2017年 | 愛·回家之開心速遞 | 安德尊（第196集）                        |
| 2018年 | 逆緣              | 安德尊（第2集）                          |
| 2020年 | 降魔的2.0         | 大王（第4集）                            |
| 2021年 | 陀槍師姐2021      | 王警司（第1集）                          |
| 2021年 | 愛美麗狂想曲      | 司儀（第1集）                            |
| 2022年 | 痞子殿下          | 納克汗顏                                 |
| 2022年 | 美麗戰場          | 醫生（第15集）                           |
| 2022年 | 超能使者          | 東西張望主持（第7-8集）                  |
| 2024年 | 飛常日誌          | 歐錦全                                   |
| 2025年 | 痞子無間道        | 吳修                                     |
| 2025年 | 奪命提示          | 醫生（第8集）                            |

新傳媒電視（英語）
| 首播   | 劇名       | 角色                                                                    |
| 2001年 | 肥肥一家親 | Kum Dai Jee（甘大枝）（客串） （新加坡Channel 5 - "Living with Lydia"） |

### 音樂唱片
- 老懵董笑歌集（2000年，與Gas樂隊合作）  （页面存档备份，存于）

### 廣告
- 1999年：玉桂園火鍋海鮮酒家
- 2008年：盞記 粵香園小晒缸頭抽
- 2009年：盞記 刺身級日本帆立貝、蘋果牌鮑魚、加拿大紅葉臘腸
- 2011年：大棧 花旗蔘
- 2012年：大棧 加拿臘腸
- 2014年：大棧 冬蟲夏草
- 2015年：大棧 黑翡翠鮑魚、紐西蘭罐頭鮑魚
- 2016年：富臨集團 月餅

## 榮譽
- 1998年度兒歌金曲頒獎典禮 - 十大兒歌金曲《前進呀！Gulliver Boy》
- 1999年度兒歌金曲頒獎典禮 - 十大兒歌金曲《聖賢說》
- 2002年度兒歌金曲頒獎典禮 - 十大兒歌金曲《乖仔學堂》（與薛家燕合唱）
- 2002年度兒歌金曲頒獎典禮 - 最受爹哋媽咪歡迎獎《乖仔學堂》（與薛家燕合唱）
- 萬千星輝頒獎典禮2013 - 傑出演員大獎
- 香港特別行政區授勳2013年 - 行政長官社區服務獎狀
- 香港特別行政區授勳2018年 - 榮譽勳章

## 外部連結
- 安德尊在香港影庫上的簡介